# Symfonie nr. 1 (Berg)
De Zweedse componist Natanael Berg voltooide zijn Symfonie nr. 1 in 1913. Zelf beschouwde de componist het werk als een combinatie tussen symfonie en symfonisch gedicht.
Berg, grotendeels autodidact, maakte met name furore met zijn symfonieën en opera’s. Het begin was allesbehalve makkelijk. In 1912 begon hij met het componeren, maar bleef steken in het vierde deel. De symfonie klinkt tot en met deel 3 vrij optimistisch, maar in deel vier zit het onheil. Dankzij dit deel en de gebeurtenis die het vorm gaf kreeg het zijn bijtitel Alles wat gemaakt is vergaat, een citaat uit een sonnet van Michelangelo. Het zinken van de Titanic op 12 april 1912 had een grote invloed op het slotdeel van deze symfonie. De componist wilde zelf de eerste uitvoering dirigeren en kreeg daarbij steun van zijn leermeester Armas Järnefelt. Järnefelt dirigeerde het werk wel negen jaar later in Helsinki. De muziek bleef nog lang populair, maar door de vele muzikale vernieuwingen binnen de klassieke muziek van de 20e eeuw verdween het werk naar de achtergrond.

## Delen
Het werk heeft de traditionele vierdeling:
- Allegro energico
- Andante con moto
- Presto
- Moderato molto.

De symfonie als geheel gaat eigenlijk over het leven zelf; deel 1 geeft het begin van het leven weer; deel 2 gaat over de liefde, deel 3 over de verdere ontwikkeling. Deel 4 gaat over de eindtijd van het leven. Tot dan toe is de muziek vrij normaal gezien de tijd waarin het geschreven is. Rond de vijfde minuut is het onheil (de dood) daar en ook in de muziek is dat door middel van schelle dissonanten te horen. Vervolgens ontwikkelt zich een begrafenismars.

## Orkestratie
- 3 dwarsfluiten, 4 hobo's, 4 klarinetten, 3 fagotten;
- 4 hoorns, 4 trompetten, 4 trombones, 1 tuba
- 1 stel pauken, 4 man / vrouw percussie, 2 harp
- violen, altviolen, celli, contrabassen

## Discografie
- Uitgave CPO: het Deutsche Staatsphilharmonie Rheinland-Pfalz o.l.v. Ari Rasilainen in een opname uit 2007